# Declaime
Declaime oder Dudley Perkins ist ein US-amerikanischer Rapper (als Declaime) sowie R&B-Sänger (als Dudley Perkins).

## Werdegang (als Declaime)
Declaime begann 1987 zu rappen und war ursprünglich ein Mitglied der Likwit Crew um King Tee. Als solches hatte er seinen ersten Auftritt auf dem Album Coast II Coast der Alkaholiks und war auch auf Lootpacks Soundpieces zu hören. Seine erste Soloveröffentlichung war dann 1999 eine EP, die von Madlib produziert wurde – genau wie Declaimes erstes Album Andsoitissaid, das 2001 erschien. 2004 veröffentlichte er schließlich das Album Conversations with Dudley, das seine beiden musikalischen Identitäten, Declaime und Dudley Perkins (siehe unten), verknüpfte.

## Werdegang (als Dudley Perkins)
Zusammen mit Quasimoto, dem Alter Ego Madlibs, nahm er als der Sänger Dudley Perkins das Acid-Jazz-Elemente enthaltende Lied Flowers auf. Dies erregte die Aufmerksamkeit von Peanut Butter Wolf, der ihn daraufhin für sein Plattenlabel Stones Throw Records unter Vertrag nahm. Dort veröffentlichte er seine zwei Alben A Lil’ Light und Expressions.

## Diskografie

### Alben (als Declaime)
- 2001: Andsoitissaid (produziert von Madlib (7 Tracks) und Kankick (7 Tracks))
- 2004: Conversations with Dudley (produziert von Oh No (12 Tracks) und Madlib (3 Tracks))
- 2008: Astormsacomin (mit Produktionen von Flying Lotus, Oh No & Georgia Anne Muldrow)
- 2009: Muzikillmind

### Alben (als Dudley Perkins)
- 2003: A Lil’ Light (komplett produziert von Madlib)
- 2005: It´s the Dank & Jammy Show (komplett produziert von J. Rawls)
- 2006: Expressions (komplett produziert von Madlib)
- 2007: G & D: The Message Universa (mit Georgia Anne Muldrow, komplett produziert von Georgia Anne Muldrow)
- 2008: Beautiful Mindz (mit Georgia Anne Muldrow, komplett produziert von 2tall)
- 2009: Holy Smokes (komplett produziert von Georgia Anne Muldrow)
- 2013: The Lighthouse (mit Georgia Anne Muldrow)
- 2019: Black Love & War *Black Love & War

### EPs (als Declaime)
- 1999: Ill Mind Muzik
- 2002: The Government EP (Produziert von Kankick)
- 2002: Mad Men on Arrival (mit Poppy und Kankick als Rapper und Produzent)

### Singles (als Declaime)
- 2001: Move It
- 2001: Exclaime The Name
- 2002: Still Waters
- 2002: Caliwayz (Remix)
- 2003: Life
- 2003: Shine Time
- 2004: Heavenbound
- 2004: Dearest Desiree / Signs